# Франклин Сквер (Њујорк)
Франклин Сквер (енгл. Franklin Square) насељено је место без административног статуса у америчкој савезној држави Њујорк.

## Демографија
По попису из 2010. године број становника је 29.320, што је 22 (-0,1%) становника мање него 2000. године.
| Група             | 2000.          | 2010.          |
| Белци             | 25.557 (87,1%) | 22.012 (75,1%) |
| Афроамериканци    | 290 (1,0%)     | 934 (3,2%)     |
| Азијати           | 1.112 (3,8%)   | 2.113 (7,2%)   |
| Хиспаноамериканци | 2.023 (6,9%)   | 3.885 (13,3%)  |
| Укупно            | 29.342         | 29.320         |